# Самбальские языки
Самбальские языки — группа языков, относится к центральнолусонской ветви филиппинской зоны австронезийской семьи языков. Язык народа самбал, проживающего на западном побережье центральной части острова Лусон. Кроме того, самбальские языки используются представителями филиппинской диаспоры, главным образом в США и Канаде. Небольшое число носителей проживает на острове Палаван, а также в Маниле.
Основные самбальские языки: самбал (тина) — 200 тыс. носителей, болинао — 105 тыс. носителей и ботолан — 75 тыс. носителей. Данные цифры не точны, так как отражают лишь общее население в муниципалитетах, где распространены эти языки. Другие языки: абенлен — 3,5 тыс. носителей, амбала — 2 тыс., маг-анчи — 4,2 тыс., маг-инди — 5 тыс., маривельено (батаан) — 500 чел.
Общее число носителей — около 390 тыс. человек. Самбальские языки наиболее близкородственны капампанганскому языку и архаичной форме тагальского языка, распространённому и сегодня в некоторых районах провинции Рисаль. Скорее всего, носители самбальских языков когда-то проживали на этих территориях, однако затем были вытеснены тагалоязычным населением на север, вплоть до провинции Самбалес, в свою очередь вытеснив оттуда местный народ аэта.